# Banco do Estado de Minas Gerais
O Banco do Estado de Minas Gerais (BEMGE) foi uma rede de agências bancárias do estado de Minas Gerais, era o banco estatal controlado pelo governo mineiro. Fundado em 1967 a partir da união entre o Banco Hipotecário e Agrícola do Estado de Minas Gerais e o Banco Mineiro da Produção. O banco foi privatizado em setembro de 1998, pelo então governador Eduardo Azeredo, tendo sido adquirido e incorporado ao Banco Itaú por R$ 538 milhões. 
Quando foi vendido ao Itaú, o BEMGE figurava entre os 20 maiores bancos do país e atuava, sobretudo no segmento do varejo bancário, concentrando sua rede de atendimento e a maior parte de sua clientela em Minas Gerais. O processo de privatização alterou profundamente a estrutura do banco. Já em 1997, a rede de atendimento, que era de 489 agências e 235 postos em 1994, foi reduzida a 472 agências em O quadro de pessoal, foi reduzido de 11.012, em 1994, para 7.104 funcionários, à época da privatização.
O ponto mais relevante a ser observado é que, o balanço divulgado pelo Itaú, após a privatização, mostrou que somente no primeiro semestre de 1999, o lucro do banco havia atingido R$ 473 milhões, o que praticamente saldava o valor investido na compra. Assim sendo, considerando os valores envolvidos na operação, a privatização do  BEMGE proporcionou alto retorno financeiro em curto período de tempo, tendo sido um excelente negócio para os compradores. 